# Ibrahim Maaroufi
Ibrahim Maaroufi, arab. ابراهيم معروفي (ur. 18 stycznia 1989 w Brukseli) – belgijski piłkarz pochodzenia marokańskiego występujący na pozycji pomocnika.

## Kariera
Maaroufi jest wychowankiem Anderlechtu. Do 2006 roku trenował w PSV Eindhoven, a następnie trafił do Interu Mediolan. 25 października podczas wygranego 4:1 meczu z AS Livorno Calcio zadebiutował w rozgrywkach Serie A i był to jego jedyny występ w sezonie 2006/2007. W 2008 roku Maaroufi przebywał na wypożyczeniu w FC Twente, a od 2009 roku jest zawodnikiem grającej w Serie B Vicenzy Calcio. Piłkarz ma za sobą występy w reprezentacji Maroko U-20 i U-23 oraz w drużynie Belgii U-21.